# 人質奪還 アラブテロVSアメリカ特殊部隊
『人質奪還 アラブテロVSアメリカ特殊部隊』（ひとじちだっかん アラブテロVSアメリカとくしゅぶたい、原題：Special Forces）は、2003年製作のアメリカ映画（オリジナルビデオ）である。

## あらすじ
マルダニアン共和国で拘束されたアメリカ人女性ジャーナリストを特殊部隊（SPECIAL FORCES）が救出しに行くアクション映画である。

## キャスト
- ドン・ハーディング少佐：マーシャル・R・ティーグ（吹き替え：池田勝）
- タルボット：スコット・アドキンス（吹き替え：桐本琢也）
- ジェス：ティム・アベル（吹き替え：谷昌樹）
- ベア：ダニー・リー・クラーク（吹き替え：天田益男）
- ワイアット：トロイ・ミットレイダー（吹き替え：藤井啓輔）
- レイス：テレンス・ロトロ（吹き替え：牛村友哉）
- ウェンディ・テラー：ダニエラ・デウッチャー（吹き替え：小池亜希子）
- レフェンデック：イーライ・ダンカー（吹き替え：廣田行生）
- サイラ（吹き替え：堀江真理子）
- 大統領（吹き替え：水野龍司）
- ザマン（吹き替え：庄司祐之）
- 側近（吹き替え：近藤広務）
- パイロット（吹き替え：高橋大介）
- テロリスト#5（吹き替え：稲田昇平）
- テロリスト#6（吹き替え：古川良）
- 母親（吹き替え：橋本久美子）
- 少年#1（吹き替え：柚木麻友子）
- 番兵（吹き替え：前野弓美）

## スタッフ
- 監督：アイザック・フロレンティーン
- 製作総指揮：アヴィ・ラーナー
- 脚本：デヴィッド・N・ホワイト
- 音楽：スティーヴン・エドワーズ
- 撮影：ギデオン・ポラス
- セカンドユニット監督・スタントコーディネーター・ファイトコレオグラファー：野口勇次
- 日本語版制作スタッフ
  - 演出：小川利夫